# Amtsgericht Leisnig
Das Amtsgericht Leisnig war von 1879 bis 1943/1952 ein Gericht der ordentlichen Gerichtsbarkeit und eines von 15 Amtsgerichten im Sprengel des Landgerichtes Leipzig mit Sitz in Leisnig.

## Geschichte
Von 1856 bis 1879 bestand in Leisnig das Gerichtsamt Leisnig als erstinstanzliches Gericht. Mit den Reichsjustizgesetzen wurde das Gerichtsamt Leisnig aufgelöst und das Amtsgericht Leisnig als Nachfolger des Gerichtsamtes eingerichtet. Sein Sprengel bestand aus der Stadt Leisnig, 66 Landgemeinden und zwei Forstreviere. Das Amtsgericht Leisnig war eines von 15 Amtsgerichten im Bezirk des Landgerichtes Leipzig. Der Amtsgerichtsbezirk umfasste anfangs 20.467 Einwohner. Das Gericht hatte damals zwei Richterstellen und war eines der mittleren Amtsgerichte im Landgerichtsbezirk. Der Amtsgerichtsbezirk bestand aus Leisnig, Altenhof, Altleisnig, Beiersdorf, Bockelwitz mit Straßenhäuser (anteilig), Bocksdorf mit Polkenberg, Böhlen, Brösen bei Leisnig mit Leithemühle, Clennen, Dobernitz, Doberquitz, Doberschwitz, Draschwitz, Dürrweitzschen bei Leisnig, Eichhardt mit Tautendorf, Fischendorf, Frauendorf bei Leisnig, Gersdorf mit den drei Linien und den Pfarrhäusern, Görnitz, Gorschmitz, Großweitzschen, Hetzdorf, Kalthausen, Keiselwitz, Kieselbach, Kleinweitzschen, Klosterbuch, Korpitzsch, Kroptewitz, Kuckeland, Langenau, Lauschka, Leipnitz, Leuterwitz, Marschwitz, Meinitz, Minkwitz mit Paudritzsch, Motterwitz, Muschau, Nauberg, Nauhain, Naundorf bei Leisnig, Naunhof, Neudörfchen bei Leisnig, Nicollschwitz, Ostrau bei Zschoppach, Papsdorf, Poischwitz, Polditz mit Arras, Dörfchen und Kleinpolditz, Queckhain, Röda, Scheergrund, Schönerstädt mit wilder Sau und Straßenhäusern, Seidewitz, Seifersdorf mit Hasenberg und Juchhöh, Sitten, Tautendorf, Tragnitz, Wallbach, Wendishain mit Pfarrhäusern, Westewitz, Wiesenthal, Zennewitz, Zeschwitz, Zollschwitz, Zschockau, Zschoppach und die Timlitzer und Geringswalder Forstreviere. Im Jahre 1943 wurde das Amtsgericht Leisnig kriegsbedingt zu einer Nebenstelle des Amtsgerichtes Döbeln herabgestuft und war nun nur noch für die freiwillige Gerichtsbarkeit zuständig.
In der SBZ wurde mit dem SMAD-Befehl Nr. 49 vom 4. September 1945 die Gerichtsorganisation festgelegt. Es sollten diejenigen Gerichte wiederhergestellt werden, die am 30. Januar 1933 bestanden hatten. Das Kontrollratsgesetz Nr. 4 vom 30. Oktober 1945 bestätigte diese Regelung. Mit den Durchführungsbestimmungen zur Vereinfachung der Gerichtsorganisation im Land Sachsen vom 28. Mai 1951 zur Verordnung vom 5. Mai 1951 wurde das Amtsgericht Leisnig erneut zum Zweiggericht. Mit dem Gerichtsverfassungsgesetz vom 2. Oktober 1952 wurden das Amtsgericht Leisnig in der DDR aufgehoben und das Kreisgericht Döbeln an seiner Stelle eingerichtet. Gerichtssprengel war nun der Kreis Döbeln.

## Gerichtsgebäude

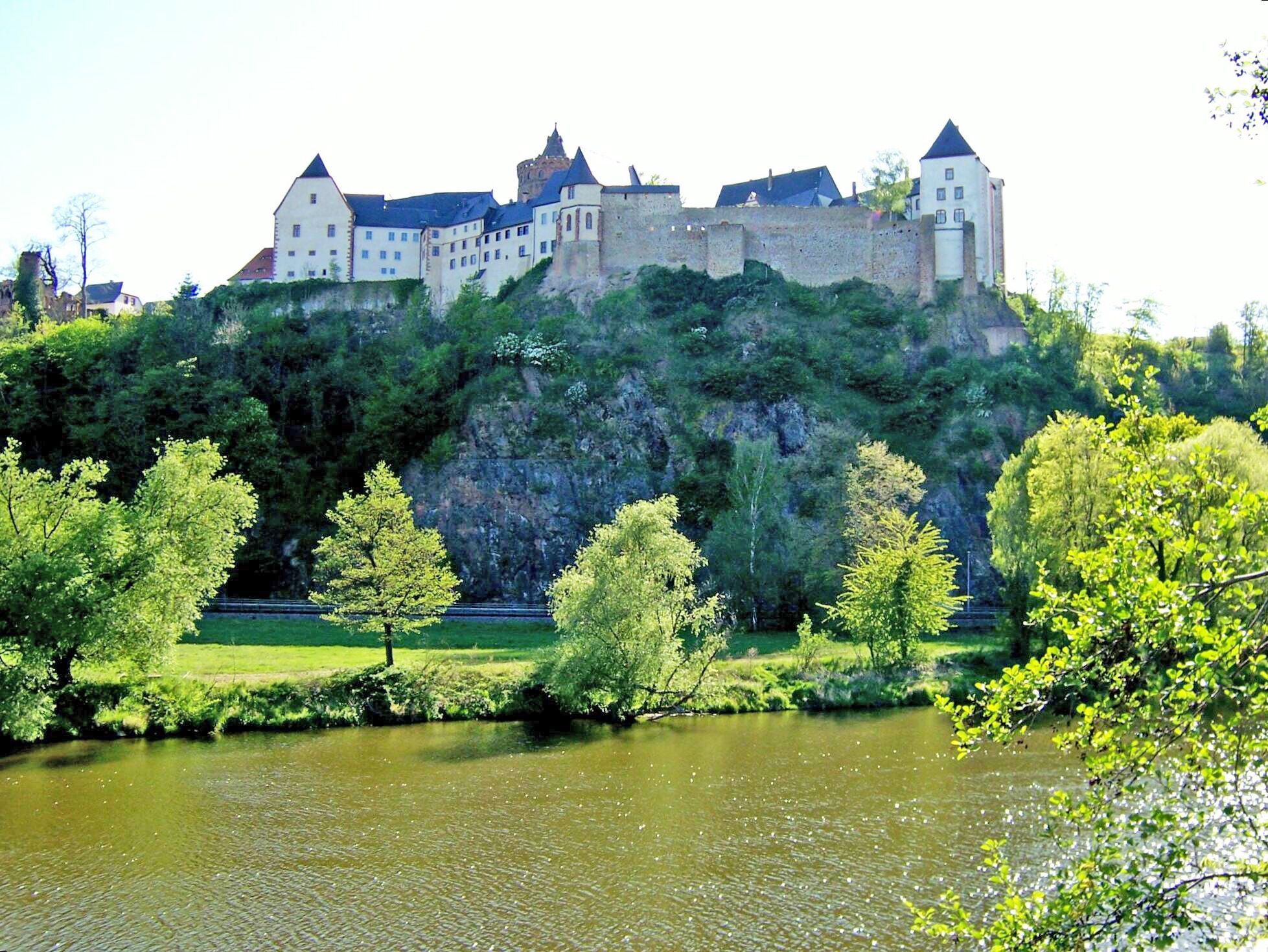
Burg Mildenstein (2007)

Als Amtsgerichtsgebäude wurde die Burg Mildenstein genutzt. Diese wurde vorher vom Gerichtsamt und davor vom Justizamt Leisnig genutzt. Sie steht unter Denkmalschutz.